# さいたま市立城南中学校
さいたま市立城南中学校（さいたましりつ じょうなんちゅうがっこう）は、埼玉県さいたま市岩槻区にある公立中学校。

## 沿革
- 1947年（昭和22年）4月1日 - 新和村立新和中学校として開校。
- 1954年（昭和29年）
  - 5月3日 - 町村合併により校名を岩槻町立新和中学校と改称。
  - 7月1日 - 市制施行に伴い、校名を岩槻市立新和中学校と改称。
- 1960年（昭和35年）6月1日 - 校名を岩槻市立新和中学校から岩槻市立城南中学校と改称。
- 2005年（平成17年）4月1日 - 岩槻市のさいたま市編入に伴い、校名をさいたま市立城南中学校に改称。

## 部活動
・軟式野球
・サッカー
・男子バスケットボール
・女子バスケットボール
・女子バレーボール
・男子卓球
・女子卓球
・ソフトテニス

### 文化部
- 美術
- 音楽
- 化学
- ESS

## 交通アクセス
- 東武野田線岩槻駅もしくはJR武蔵野線東川口駅から国際興業バスに乗車、「和土郵便局前」バス停下車、徒歩3分